# Parlamentswahl in Französisch-Polynesien 2018
Die Parlamentswahl in Französisch-Polynesien 2018 (französisch Élections territoriales de 2018 en Polynésie française) fand in zwei Wahlgängen am 22. April und am 6. Mai 2018 statt.
Es siegte die erst am 20. Februar 2016 vom seit 2014 amtierenden Präsidenten Französisch-Polynesiens,  Édouard Fritch, gegründete Tāpura huiraʻatira, eine Partei, die die politische Autonomie innerhalb der Französischen Republik aufrechterhalten möchte und nicht nach vollständiger Unabhängigkeit strebt.
| Parlamentswahl in Französisch-Polynesien 2018              | Parlamentswahl in Französisch-Polynesien 2018   | Parlamentswahl in Französisch-Polynesien 2018 | Parlamentswahl in Französisch-Polynesien 2018 | Parlamentswahl in Französisch-Polynesien 2018 | Parlamentswahl in Französisch-Polynesien 2018 | Parlamentswahl in Französisch-Polynesien 2018 | Parlamentswahl in Französisch-Polynesien 2018 |
| Partei                                                     | Partei                                          | 1. Wahlgang                                   | 1. Wahlgang                                   | 2. Wahlgang                                   | 2. Wahlgang                                   | 2. Wahlgang                                   | 2. Wahlgang                                   |
| Partei                                                     | Partei                                          | Stimmen                                       | %                                             | Stimmen                                       | %                                             | Sitze                                         | +/-                                           |
| ---------------------------------------------------------- | ----------------------------------------------- | --------------------------------------------- | --------------------------------------------- | --------------------------------------------- | --------------------------------------------- | --------------------------------------------- | --------------------------------------------- |
|                                                            | Tāpura huiraʻatira                              | 53.795                                        | 43,04                                         | 66.730                                        | 49,18                                         | 38                                            | Neu                                           |
|                                                            | Tāhōʻēraʻa huiraʻatira                          | 36.754                                        | 29,41                                         | 37.591                                        | 27,70                                         | 11                                            | ▼27                                           |
|                                                            | Tāvini huiraʻatira                              | 25.891                                        | 20,71                                         | 31.378                                        | 23,12                                         | 8                                             | ▼30                                           |
|                                                            | Te Ora Api o Porinetia                          | 4.606                                         | 3,69                                          |                                               |                                               | 0                                             | Neu                                           |
|                                                            | E Reo Manahune                                  | 2.503                                         | 2,00                                          | 0                                             | Neu                                           |                                               |                                               |
|                                                            | Union populaire républicaine                    | 1.441                                         | 1,15                                          | 0                                             | Neu                                           |                                               |                                               |
| Gesamt                                                     | Gesamt                                          | 124.990                                       | 100,00                                        | 135.699                                       | 100,00                                        | 57                                            | ▬                                             |
| Gültige Stimmen                                            | Gültige Stimmen                                 | 124.990                                       | 98,32                                         | 135.699                                       | 98,34                                         |                                               |                                               |
| Ungültige Stimmen                                          | Ungültige Stimmen                               | 2.134                                         | 1,68                                          | 2.286                                         | 1,66                                          |                                               |                                               |
| Abgegebene Stimmen                                         | Abgegebene Stimmen                              | 127.124                                       | 100,00                                        | 137 985                                       | 100,00                                        |                                               |                                               |
| Anzahl der Wahlberechtigten und Wahlbeteiligung            | Anzahl der Wahlberechtigten und Wahlbeteiligung | 206.670                                       | 61,51                                         | 206.496                                       | 66,82                                         |                                               |                                               |
| Quelle: www.polynesie-francaise.pref.gouv.fr (französisch) |                                                 |                                               |                                               |                                               |                                               |                                               |                                               |